# Lenske
Lenske (en (ucraïnès): Ленське, en rus: Ленское, Lénskoie) és un poble de la República Autònoma de Crimea a Ucraïna, que el 2014 tenia 204 habitants. Pertany al districte de Txornomórske.